# Saint-Martin-au-Bosc
Saint-Martin-au-Bosc – miejscowość i gmina we Francji, w regionie Normandia, w departamencie Sekwana Nadmorska.
Według danych na rok 1990 gminę zamieszkiwały 163 osoby, a gęstość zaludnienia wynosiła 23 osoby/km² (wśród 1421 gmin Górnej Normandii Saint-Martin-au-Bosc plasuje się na 737. miejscu pod względem liczby ludności, natomiast pod względem powierzchni na miejscu 530.).